# Sepia lorigera
Sepia lorigera е вид главоного от семейство Sepiidae.

## Разпространение
Видът е разпространен във Виетнам, Китай (Хайнан), Провинции в КНР, Тайван и Япония (Кюшу, Рюкю, Хоншу и Шикоку).